# Herschelstraße 1 (Hannover)

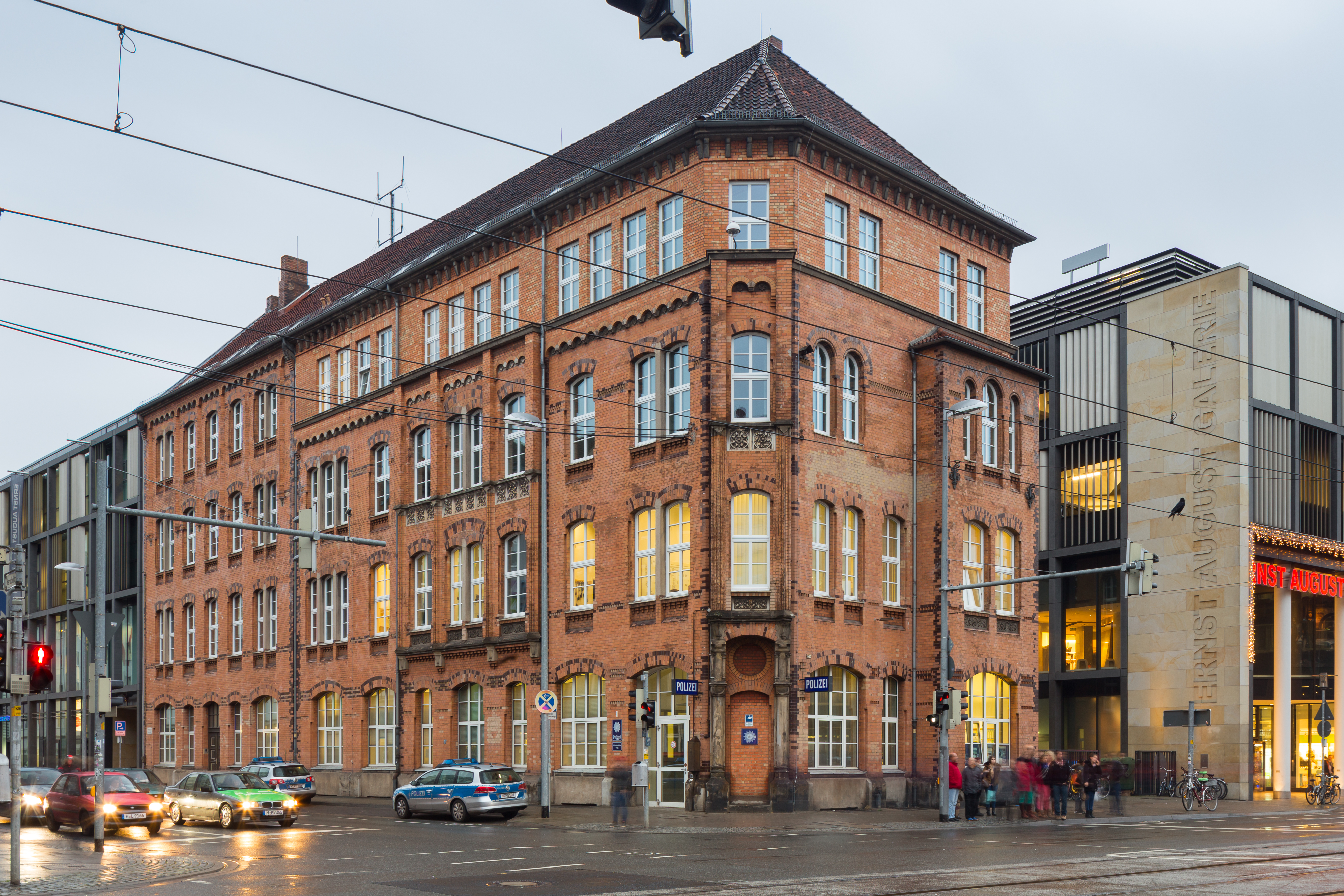
Herschelstraße 1 Ecke Kurt-Schumacher-Straße

Das Haus Herschelstraße 1 in Hannover ist ein ursprünglich im späten 19. Jahrhundert im Stil der Neogotik errichteter Kommunalbau. Das Gebäude an der Ecke zur Kurt-Schumacher-Straße im Stadtteil Mitte beherbergte bis 2019 (Stand: 2020) Sitz der Polizeiinspektion Mitte und Teil der Polizeidirektion Hannover. Derzeit (Stand: 2020) wird das Gebäude umfassend saniert. Die Polizeidienststellen sind auf die andere Straßenseite der Herschelstraße umgezogen.

## Geschichte und Beschreibung
Das Haus wurde in den Jahren von 1893 bis 1894 zunächst als „Städtisches Geschäftshaus“ nach Plänen des Architekten Emil Lorenz errichtet. Auftraggeber war die Stadt Hannover, die so ihren letzten eigenen Bau im Stil der Neugotik in Hannover bauen ließ, bevor 1895 der Entschluss zum Bau des Neuen Rathauses fiel.
Das Gebäude an der Ecke zur damaligen Artilleriestraße (heute: Kurt-Schumacher-Straße), die schon zur Zeit des Königreichs Hannover im Jahr 1845 nach der seinerzeit dort liegenden Artillerie-Kaserne benannt worden war, bildete den architektonischen Abschluss des ehemals benachbarten, 1861 bis 1864 von Ludwig Droste erbauten städtischen Packhof (Hannover)s. Zudem nahm das Eckhaus auch Motive des ehemals diagonal gegenüber liegenden Wohnhauses des Architekten August Heinrich Andreae auf.
Die Fassade der Herschelstraße 1 wurde hauptsächlich aus orangegelben und braunglasierten Ziegelsteinen aufgebaut und nur sparsam mit Sandstein und Terrakotta dekoriert. Bei dem Rosetten-Fries und den dreiblättrigen Kleeblatt-Ornamenten wurden Motiven des Alten Rathauses übernommen.
Noch zur Zeit des Deutschen Kaiserreichs ging das Gebäude etwa 1905 aus städtischem Besitz an staatliche Behörden über.
Das ursprünglich „wohl nur dreigeschossige“ Geschäftshaus wurde später aufgestockt und verlängert. Die Dachzone findet sich heute nur noch in vereinfachter Form.